# Данило Дамјановић
Данило Дамјановић — Данић (Куновац, код Срба, 22. април 1915 — Книн, 13. јул 1990) био је учесник Народноослободилачке борбе, генерал-мајор ЈНА и народни херој Југославије.

## Биографија
Рођен је 22. априлa 1915. у Куновцу, код Срба, у Лици. Године 1927. заједно са родитељима преселио у село Нови Жедник, код Суботице, у Бачкој, где је његов отац, као добровољац у Првом светском рату, добио земљу. После основне школе, завршио је четири разреда гимназије у Суботици.
Током 1934. и 1935. постао је симпатизер и један од најактивнијих омладинаца у оквиру револуционарног покрета у Жеднику, који је тада почео све успешније да се развија под утицајем комуниста. После одслужења војног рока, запослио се, крајем 1936. најпре као пружни радник, па у Електричној централи, а затим као чиновник-писар у Градској полицији у Суботици; о томе се консултовао и с водећим комунистима Жедника. Али, од тада је престао даљи организованији рад КПЈ с њим, због бојазни да неће успети да се одупре антикомунизму полиције. Међутим, Данић је својим држањем показао да је остао одан револуционарном покрету. У неколико махова чинио је услуге комунистима, достављао, заплењену од комуниста, марксистичку литературу с тавана градске куће, где ју је полиција склањала, јављао о опасности хапшења, а када је, јануара 1941, и сам требало да учествује у хапшењу жедничких комуниста, он је то одбио. Због тога је притворен, суспендован из службе и осуђен на месец дана затвора. У затвору је остао до напада на Југославију 1941. године.
У данима Априлског рата иступио је као организатор отпора против окупатора. Отишао је у пук и наоружао групу градских службеника спремних за отпор. С групом од 30 људи повлачио се до Жедника, а затим се сам, преко Дунава и Фрушке горе, пребацио најпре у Срем, а затим у родни крај. У свом селу Куновцу и околним засеоцима самоиницијативно је почео да ради на прикупљању оружја и припремању становништва за борбу. После доласка у тај крај појединих комуниста, посебно жедничког комуниста Ђока Јованића, који се јавља као главни организатор устанка на овом подручју, и Данило Дамјановић је ушао у круг најужих организатора, који су непосредно припремали устанак 27. јула 1941. године. Још пре устанка истакао се у неколико акција; када се сазнало да би усташе могле да спроведу регрутацију, он је средином јула 1941. ноћу упао у општинску зграду у Србу, изнео регрутне спискове, узео писаћу машину и батерије за радио, које су послужиле за слушање вести. Постао је командир једног од десет герилских одреда који су формирани уочи устанка у Србу и околини, с којим је учествовао и у борбама у Српском кланцу, 27. јула, а затим око Отрића и Грачаца.
Када је, неколико месеци после устанка требало стварати партизанске одреде спремне да се боре на терену и ван свога завичаја, из Даниловог одреда било је највише таквих бораца; они су сачињавали и језгро партизанског јуришног одреда „Чапајев“, који је формиран у јесен 1941, за борбу по целој Лици; из тог Одреда се касније развио први партизански батаљон у Хрватској. У њему је био командир вода, а у батаљону „Марко Орешковић“ командир 1. чете (од новембра 1941). Крајем те године примљен је за члана КПЈ.
Истакао се у неколико значајних акција, које је одред „Чапајев“ водио током јесени и у зиму 1941. године. Заједно с Ђоком Јованићем, учествовао је у уништавању усташко-домобранске групе с пуковником Матагићем на челу октобра 1941, затим у разоружавању и заробљавању усташких стражара на мосту код Лешћа, децембра 1941. године. С групом партизана Данић је учествовао у хватању усташких злочинаца у Смиљану и уништењу најокорелијих усташа тога краја. Имао је истакнуту улогу на челу групе бораца послате из западне Лике у Срб, почетком 1942. године, у разбијању покушаја да се оформи већа четничка јединица у Србу. Као командир чете у батаљону „Марко Орешковић“, истакао се у борби на Шијановом Кланцу, код Коренице, где је тај батаљон убио и заробио 200 италијанских војника. У пролеће 1942. Постао је командант батаљона „Марко Орешковић“. У лето и јесен те године с овим батаљоном учествовао је у успешним борбама у Горском котару, у северној Лици и на Кордуну. Почетком 1943, постављен је за команданта батаљона „Огњен Прица“ у Другој личкој ударној бригади, а ускоро је постао заменик команданта те бригаде.
Средином 1943, упућен је у северну Далмацију, да помогне развијању устанка и стварању партизанских јединица. Био је један од организатора партизанског одреда „Плави Јадран“, а нешто касније и Задарског партизанског одреда. Командант 6. далматинске ударне бригаде, у саставу 19. севернодалматинске ударне дивизије, постао је ујесен 1943, да би, јула 1944, дошао на дужност начелника Штаба 19. далматинске дивизије; извесно време био је заменик команданта те дивизије.
Као командант јединица, одликовао се оригиналним и смелим потезима: упад батаљоном и разоружавање непријатеља у Приморју испод Велебита, у пролеће 1943; упорна заштита одступнице на Жиру, приликом пробоја 19. дивизије из окружења, априла 1944; напад на Атлагића Кулу; обезбеђење канала за отпремање рањеника преко мора и прихватање хране и другог материјала.
После ослобођења Југославије, налазио се на високим војним дужностима у Југословенској народној армији (ЈНА). Завршио је Вишу војну академију (1951), Школу оператике (1956) и Ратну школу ЈНА (1960/61). Од 1965. постао је генерал-мајор ЈНА у резерви.
Преминуо је 13. јула 1990. у Книну.
Носилац је Партизанске споменице 1941. и других југословенских одликовања. Орденом народног хероја одликован је 27. децембра 1953. године.